# Феноменология
Феноменологията е философия на преживяването. За феноменологията крайната точка на всяко значение и всяка стойност е живото преживяване на хората. Задачата на философа е да опише структурата на преживяването, в частност съзнанието, въображението, отношението с другите живи същества и ситуираността на човека в обществото и историята. Феноменологическата литературна теория разглежда произведенията на изкуството като посредници между съзнанието на автора и това на читателя или като опит да се разкрият аспектите на човешкото същество и неговите светове.

## Феноменологията на различните философи

### Хусерл
Модерният основател на феноменологията е германският философ Едмунд Хусерл, който търси пътищата, по които философията може да стане строга наука чрез завръщането към самите неща. Търсейки основанията, върху които философът може да се облегне в отстраняването на всички неопровержими допускания и описание на това, което е дадено в опита. Пътят към една философия без предпоставки започва с отменянето на „естественото отношение“ на всекидневното познание и приемането, че нещата са просто там във външния свят. Философът трябва да постави извън скоби обектния свят и да се съсредоточи върху онова, което е вътрешно за съзнанието. Тъкмо чистото описание на феномените на преживяването, според вярването на Хусерл, предоставя на философа основанието за необходимото, сигурното знание.
По-късните феноменолози са скептични към твърдението на Хусерл, че може да има описание на съзнанието, без взимането предвид на определени предпоставки. Обектите се възприемат винаги частично и нецялостно и допълването на пълния им вид се осъществява по отношение на интересите и очакванията на възприемателя. Всяко възприятие и всяко преживяване включва определен хоризонт от очаквания, от които, противно на твърдението на Хусерл, не можем да се освободим.

### Макс Шелер
| „                                           | Човек е способен на три вида знание: на знание заради господство или достижения, на образователно знание и на знание заради спасение. | “ |
| Макс Шелер (1874 – 1928), германски философ | |   |

| „          | Изучавайте животните, и ще разберете колко е трудно да бъдеш човек. | “ |
| Макс Шелер |                                                                     |   |

### Хайдегер. Херменевтична феноменология.
Тръгвайки от Хусерл, Мартин Хайдегер твърди, че преживяването е винаги свързано с акта на познанието, а познанието от своя страна е свързано с разбирането. За разбирането Хайдегер твърди, че е винаги налично – бидейки в света ние разбираме този свят в по-малка или по-голяма степен. Хайдегер събужда една стара идея, че интерпретацията на текстовете е фундаментално кръгова, доколкото разбирането на отделните детайли е винаги основано върху някакво допускане за цяло. Така частта зависи от цялото, но и цялото зависи от частите и по този начин между тях се оформя т.нар. „херменевтичен кръг“. Хайдегеровата философия върху разбирането включва и неговото собствено разбиране за човешкото съществуване. По този начин той осъществява едно частично завръщане към Хусерл, но с цел значително да го обнови. Хайдегеровата идея за предзададеното разбиране е много важна за по-нататъшното развитие на феноменологията, която се концентрира върху интерпретацията и четенето. Т.нар. херменевтична феноменология, чиито главни представители – Гадамер и Пол Рикьор, се занимават тъкмо с пресъздаденостите на разбирането и теориите за текстовото възприемане. Тук се изследва по какъв начин литературните творби се възприемат различно от различната читателска публика.

### Ингарден. Литературна феноменология.
Първият теоретик, който се занимава с литературна феноменология, е Роман Ингарден, който е автор на две фундаментални произведения: първото – „Литературното произведение на изкуството“ (1931) и второто – „Познание на литературното произведение на изкуството“ (1937). произведенията на изкуството и в частност литературата, привличат неговото внимание, тъй като не принадлежат нито на реалността, нито на идеалното. За разлика от автономните, напълно определени обекти, литературните произведения са зависими за своето съществуване от т.нар. „интенционални актове на съзнанието“ на техните създатели и техните читатели. Интенционален акт е акт, чрез който съзнанието се насочва към обектите от света. При това насочване се снема разликата между съзнанието и света. Ние узнаваме, че имаме съзнание когато то схваща някаква особеност на света. От своя страна светът съществува, тъй като съществуват съзнания, които да го възприемат. Тъкмо тази двойна зависимост на съзнанието от света и на света от съзнанието се нарича интенционалност на съзнанието. Именно поради това, Ингарден счита, че литературните произведения никога не са частни творения на индивида, а са т.нар. междуличностни феномени. Те не могат да бъдат абстрактни, каквито са числата и фигурите в математиката, които са наистина идеални обекти. Литературните творби са свързани със своята история и момента на появата си. Ингарден описва литературното произведение като междусубективен интернационален обект. Те имат своето начало в съзнанието на автора и биват запазвани чрез писмеността и други физически носители. Запазените литературни творби биват съживявани в актовете на съзнанието на читателя. Това обаче не означава, че творбите са изцяло зависими от психологията на автора и читателя. Всяка творба, тъй като се запазва исторически, надхвърля всяко моментно преживяване, макар че тя идва в света и продължава да съществува чрез различните актове на съзнанието. Ингарден нарича литературните произведения хетерономни, защото те не са никога напълно автономни или напълно зависими от съзнанието на автора или читателя. Литературните произведения ги надскачат, макар че са зависими от тях.
Ингарден смята, че литературните произведения са съставени от пластове. Всеки един от тези пластове има своя качествена характеристика:
1. първият пласт е този на словесните звукове
2. вторият е пластът на смисловите единици
3. трети е пластът на схематизираните аспекти, което означава различните перспективи, от които светът на произведението е разгледан
4. четвъртият пласт е на представените обекти

Според Ингарден литературното произведение като цяло е схематизирано, тъй като отделните пластове имат места на неопределеност, които читателят трябва да запълни. За Ингарден успешната литературна творба успява да комбинира четирите пласта в едно цяло, което Ингарден нарича „полифонична хармония на произведението“.
Ингарден различава начина, по който се възприема творбата от самата творба. Това е фундаменталната разлика между художествено и естетическо. Взета сама по себе си, творбата представлява художествен обект, но в рамките на читателското възприемане се превръща в естетически обект. Всъщност не само читателите с различни очаквания възприемат творбата под различни естетически рамки, но и самата творба е вътрешновремево събитие, което не може да се схване напълно в нито един момент. Отделните пластове не могат да бъдат схванати едновременно и в тяхната цялост. Например, когато четем едно произведение, през повечето време не обръщаме внимание на словесните звукове. Нашата цел е да схванем смисъла и образите в литературното произведение, т.е. отделяме по-голямо внимание на един пласт за сметка на друг. Творбата се разгръща хоризонтално чрез един сноп от незавършени и с различна перспектива възгледи. Ингарден обаче подчертава, че тази игра на перспективите не може да бъде безкрайна и твърди, че има някакви лимити, в които може да се простре дадена конкретизация на творбата.

### Волфганг Изер
Философията на изкуството на Ингарден оказва особено влияние върху по-нататъшното развитие на немската и френската литературна теория. Един от продължителите и в същото време критици на Ингарден – Волфганг Изер счита, че Ингарден е прекалено склонен да разглежда отношението читател – творба еднопосочно, т.е. от текста към читателя. Изер настоява, че движението е двупосочно и крие в себе си множество непредвидими форми. Четенето е много по-вариативен и динамичен процес, който не се ограничава до запълването на празнотите в четирите пласта на творбата. За разлика от Ингарден Изер твърди, че възприемането на творбата може да бъде много по-стойностно и вариативно. Също така Изер упреква Ингарден, че прекалено се осланя на класическото понятие за хармония. Съществуват множество произведения, които не могат да бъдат описани чрез понятието за полифонична хармония. Съществуват творби, в които има множество несъвместимости и дисонанси, които обаче не пречат тези творби да бъдат стойностни и ценени. За Изер четенето е процес на откривателство, в който изненадата, обратите и дисонансите имат силата да провокират привичните за читателя предположения относно природата на литературните произведения.